# Klwów (gmina)
Pour les articles homonymes, voir Klwów.
Klwów est une gmina rurale (gmina wiejska) de la powiat de Przysucha, dans la Voïvodie de Mazovie, dans le centre-est de la Pologne.
Son siège administratif (chef-lieu) est le village de Klwów, qui se situe environ 19 kilomètres au nord de Przysucha (siège de la powiat) et 80 kilomètres au sud de Varsovie (capitale de la Pologne).
La gmina couvre une superficie de 90,46 km2 pour une population de 3 470 habitants en 2006.

## Histoire
De 1975 à 1998, la gmina est attachée administrativement à la voïvodie de Radom.

Depuis 1999, elle fait partie de la voïvodie de Mazovie.

## Géographie
La gmina inclut les villages et localités de :

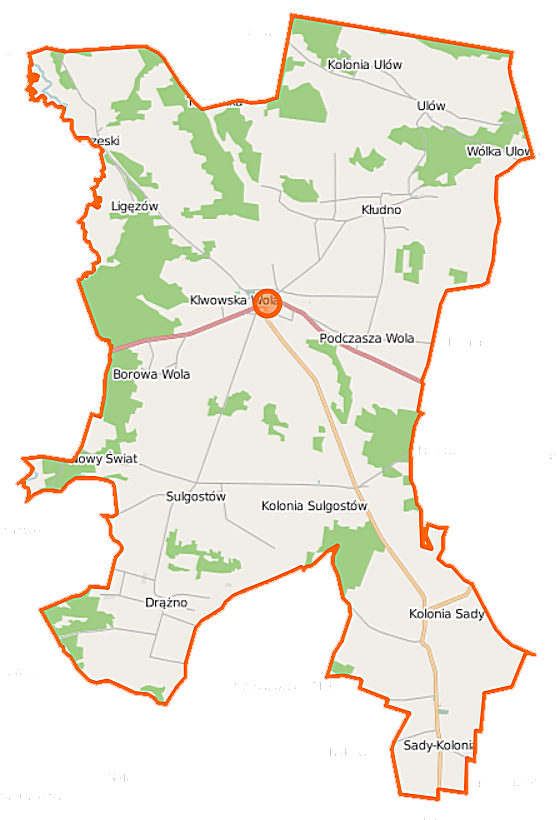
Plan de la gmina

- Borowa Wola
- Brzeski
- Drążno
- Głuszyna
- Kadź
- Kłudno
- Klwów
- Ligęzów
- Nowy Świat
- Podczasza Wola
- Przystałowice Duże
- Przystałowice Duże-Kolonia
- Sady-Kolonia
- Sulgostów
- Ulów
- Ulów-Kolonia

### Gminy voisines
La gmina de Klwów est voisine des gminy suivantes :
- Nowe Miasto nad Pilicą
- Odrzywół
- Potworów
- Rusinów
- Wyśmierzyce

## Structure du terrain
D'après les données de 2002, la superficie de la commune de Klwów est de 90,46 km2, répartis comme tel :
- terres agricoles : 73 %
- forêts : 21 %

La commune représente 11,3 % de la superficie du powiat.

## Démographie
Données en 2006 :
| Description        | Total  | Total | Femmes | Femmes | Hommes | Hommes |
| ------------------ | ------ | ----- | ------ | ------ | ------ | ------ |
| Unité              | Nombre | %     | Nombre | %      | Nombre | %      |
| Population         | 3 470  | 100   | 1 721  | 49,5   | 1 749  | 50,5   |
| Densité (hab./km²) | 38,3   | 38,3  | 19     | 19     | 19,4   | 19,4   |